# Pygathrix cinerea
Pygathrix cinerea (Дюк сірогомілковий) — вид приматів з роду Pygathrix родини мавпові.

## Опис
Голова і спина сірі, а також кисті рук і ноги. Руки і ступні чорні, груди, сідниці і хвіст білі. Мала область навколо очей і носа помаранчеві, на щоки довге, біле волосся. Ці тварини можуть досягати довжини тіла 61-76 сантиметрів, хвіст, тої ж довжини. При середній вазі 11 кг самці трохи важчі самиць вагою близько 8 кілограмів. Має багатокамерний шлунок для кращого використання їжі.

## Поширення
Цей вид зустрічається в центральній частині В'єтнаму. Цей вид зустрічається в вічнозелених і напів-вічнозелених первинних і дуже деградованих лісах.

## Стиль життя
Мало що відомо про життя. Переважно деревний листоїдний вид, хоча їсть також бруньки, плоди, насіння та квіти. Живуть у невеликих, соціальних групах від 4 до 15 осіб. Вони були також помічені поодинці і у великих групах до 50.
Активність розмноження, імовірно, має пік з лютого по червень, коли є достаток сезонних фруктів, одна дитина народжується після вагітності близько 210 днів. Самиці досягають зрілості в близько 5 років, і, ймовірно, розмножується раз на два роки. Досягає 24 років і більше в неволі, тривалість життя в дикій природі невідома.

## Загрози та охорона
Через лісозаготівлю і сільське господарство середовище проживання і структура населення все більш фрагментовані. Крім того, на вид полюють задля їжі й традиційних "ліків". Цей вид занесений до Додатка I СІТЕС. Зустрічається в кількох охоронних територіях.